# Viola niederleinii
Viola niederleinii är en violväxtart som beskrevs av Wilhelm Becker. Viola niederleinii ingår i släktet violer, och familjen violväxter. Inga underarter finns listade i Catalogue of Life.